# Župkov
Župkov (em húngaro: Erdősurány) é um município da Eslováquia, situado no distrito de Žarnovica, na região de Banská Bystrica. Tem 10,34 km² de área e sua população em 2018 foi estimada em 879 habitantes.

## Demografia
| Ano:        | 1994 | 2004   | 2014    | 2024   |
| ----------- | ---- | ------ | ------- | ------ |
| Broj ljudi: | 734  | 727    | 872     | 842    |
| Razlika:    |      | -0,95% | +19,94% | -3,44% |

| Ano:               | 2023 | 2024   |
| ------------------ | ---- | ------ |
| Número de pessoas: | 851  | 842    |
| Diferença:         |      | -1,05% |